# ایتو هیروبومی
ایتو هیروبومی (به ژاپنی: 伊藤博文) سامورایی و از اهالی قلمروی چوشو، نخستین، پنجمین، هفتمین و دهمین نخست‌وزیر ژاپن بود.

## زندگی
وی برای چهار دوره نخست وزیر ژاپن بود.

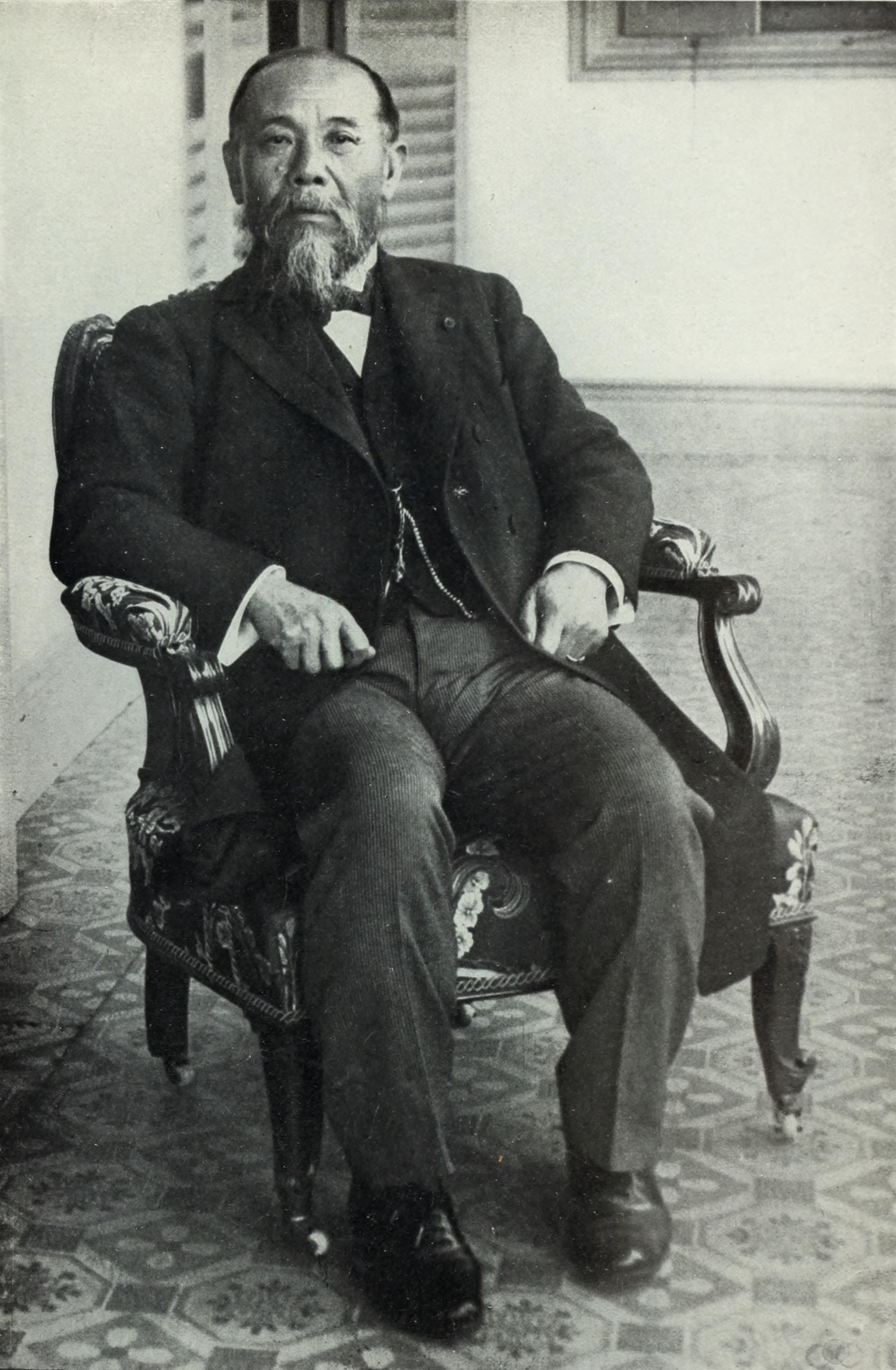
در سال ۱۹۰۹

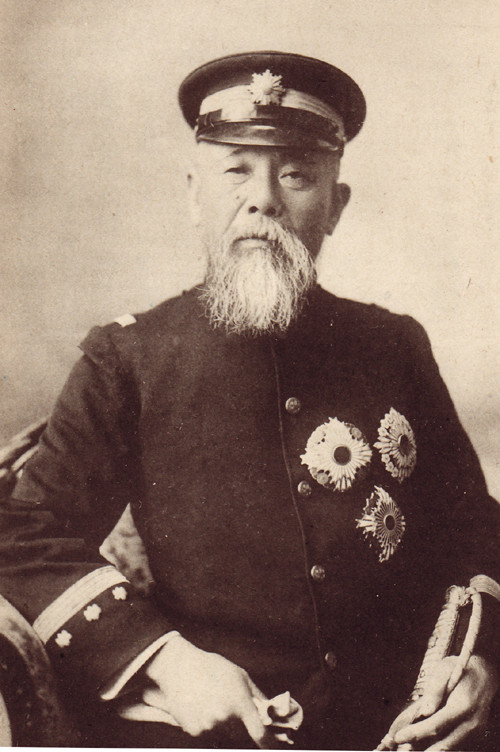
در سال ۱۸۹۵